# Luchthaven Aba Tenna Dejazmach Yilma
Luchthaven Aba Tenna Dejazmach Yilma (IATA: DIR, ICAO: HADR) is een luchthaven in Dire Dawa, Ethiopië.

## Luchtvaartmaatschappijen en Bestemmingen
- Ethiopian Airlines - Addis Abeba, Hargeisa, Jijiga, Kabri Dar, Shillavo